# Herichthys labridens
Herichthys labridens är en fiskart som först beskrevs av Pellegrin, 1903.  Herichthys labridens ingår i släktet Herichthys och familjen Cichlidae. IUCN kategoriserar arten globalt som starkt hotad. Inga underarter finns listade i Catalogue of Life.